# Griffith Rice
Griffith Rice, eigentlich Gruffydd ab Rhys (* 1526 oder um 1530; † 1584) war ein walisischer Adliger.

## Herkunft
Rice entstammte der walisischen Familie Rhys und war der einzige Sohn von Rhys ap Gruffydd FitzUrien und von Katherine Howard, einer Tochter von Thomas Howard, 2. Duke of Norfolk. Sein Urgroßvater Rhys ap Thomas war zu Beginn des 16. Jahrhunderts der mächtigste walisische Adlige gewesen, doch sein Vater wurde 1531 als Verräter enteignet und hingerichtet. Ein Teil der Besitzungen seines Vaters fiel an die Krone, der Großteil wurde an die Familien Devereux, an seinen Verwandten Thomas Jones und später an John Perrot vergeben. Seine Mutter Katherine heiratete in zweiter Ehe Henry Daubeney, 1. Earl of Bridgewater.

## Leben
Der junge Griffith wuchs vermutlich in Bishop Auckland in Nordostengland als Mündel von Cuthbert Tunstall, Bischof von Durham, auf und anglisierte seinen walisischen Namen zu Griffith Rice. Er erreichte, das er durch das erste Parlament unter König Eduard VI. rehabilitiert wurde und trat später in den Dienst von Königin Maria, die ihm einen Teil der enteigneten Ländereien seines Vaters zurückgab. Als er jedoch 1557 des Mordes an Mathew Walshe im County Durham, beschuldigt wurde, wurde er wieder enteignet. 
Königin Elisabeth begnadigte ihn 1559 und gab ihm 1561 Besitzungen in Pembrokeshire sowie Newton House in Carmarthenshire zurück, dazu 1563 Besitzungen in Cardiganshire. Er wurde Friedensrichter von Carmarthenshire, von 1567 bis 1583 Sheriff des Countys und bekleidete weitere Ämter. 1581 musste ein Streit zwischen ihm und John Perrot vom Privy Council geschlichtet werden.

## Familie und Nachkommen
Er heiratete Elinor, eine Tochter von Sir Thomas Jones aus Abermarlais. Er hatte mehrere Kinder, darunter
- Walter
- Mary ⚭ Walter Vaughan of Golden Grove[2]

Sein Erbe wurde sein Sohn Walter.